# Laktoperoxidáz
A laktoperoxidáz (LPO, EC 1.11.1.7) egy peroxidáz enzim, amelyet az emlő-, nyál-, könny- és más nyálkahártya-mirigyek, köztük a tüdő, a hörgők és az orr választanak ki, és amely természetes, első védelmi vonalként működik a baktériumok és vírusok ellen. A laktoperoxidáz a hem-peroxidáz enzimcsalád tagja. Emberben a laktoperoxidázt az LPO gén kódolja.
A laktoperoxidáz számos szervetlen és sok szerves szubsztrát oxidációját katalizálja hidrogén-peroxiddal. A laktoperoxidáz gyorsan oxidálja a jodidot, lassan pedig a bromidot, és haloperoxidáznak nevezik. Egy másik fontos szubsztrát a pszeudohalogenid-tiocianát. Az oxidált termékek erős, nem specifikus baktericid és antivirális aktivitást mutatnak, beleértve az influenzavírus elpusztítását is. A laktoperoxidázt szervetlen ionszubsztrátjaival, a hidrogén-peroxiddal, a DUOX1-gyel és DUOX2-vel, valamint termékeivel együtt laktoperoxidáz rendszernek nevezik. Ezért az LPO-t nagyon fontos védekezőrendszernek tekintik az invazív baktériumok és vírusos ágensek, például az influenza és a SARS-CoV-2 vírus ellen, amennyiben elegendő jód áll rendelkezésre.
Az LPO rendszer fontos szerepet játszik a veleszületett immunrendszerben azáltal, hogy elpusztítja a tejben és a nyálkahártya-váladékban (többnyire endodermális eredetű, hámréteggel borított, a felszívódásban és a szekrécióban részt vevő bélések) található baktériumokat. Ezért a laktoperoxidáz rendszer fokozása terápiás alkalmazásokkal és az élelmiszerekben és a fogyasztói egészségügyi termékekben található baktériumok szabályozásával is járhat. Ez a rendszer nem támadja erőteljesen a DNS-t, és nem mutagén. Bizonyos körülmények között azonban az LPO rendszer hozzájárulhat az oxidatív stresszhez, bár a legújabb bizonyítékok azt mutatják, hogy az LPO védő hatású. 

## Használata

### Rák
A glükóz-oxidáz és a laktoperoxidáz antitestkonjugátumai hatékonynak bizonyultak a tumorsejtek elpusztításában in vitro. Ezenkívül a laktoperoxidáznak kitett makrofágok serkentődnek a rákos sejtek elpusztítására. A laktoperoxidáz-hiányos knockout egerek egészségi állapota romlik, és tumorok fejlődnek ki bennük.